# The Sims 4: Cats & Dogs
The Sims 4: Cats & Dogs četvrti je paket proširenja za The Sims 4 koji je objavljen 10. studenog 2017. 31. srpnja 2018. objavljen je The Sims 4: Cats & Dogs za Xbox One i PS4. Sadrži novi svijet zvan Brindleton Bay i dodaje mačke i pse u igru. Također omogućava igračima da stvore vlastitu veterinarske ordinacije i nastave veterinarsku karijeru. Korišteni su elementi iz priješnjih igri, The Sims Unleashed, The Sims 2: Pets i The Sims 3: Pets. 

## Razvoj
Electronic Arts najavio je na Gamescomu 2017. da će igrači moći stvarati mačke i pse s The Sims 4: Cats & Dogs. 

## Igra
Igra ima novi alat "Create-a-Pet".
- Nova vještina: veterinar[2]
- Nova težnja: prijatelj životinja[3]
- Novi svijet: zaljev Brindleton
- New Life State: Mačke, Psi
- Nove mogućnosti i interakcije igara: Create-a-Pet[4]
- Nova karijera: veterinar[5]
- Nove osobine:
  - Za mačke: nježni, odmaknuti, pametni, znatiželjni, slobodni duh, prijateljski nastrojeni, prevrtljivi, proždrljivi, lijeni, vragolasti, zaigrani, gadljivi, skitni, pričljivi, teritorijalni.
  - Za pse: vokalni, aktivni, neovisni, avanturistički, kauč krumpir, prijateljski nastrojen, proždrljivi, dlakavi, lovac, neovisni, skočni, odani, zaigrani, oštroumni, pametni, tvrdoglavi, stvaratelj problema.
  - Za Simse: Ljubitelj mačaka, Ljubitelj pasa, Privlačnost životinja (bonus osobina).